# Plantago palmata
Plantago palmata är en grobladsväxtart som beskrevs av Joseph Dalton Hooker. Plantago palmata ingår i släktet kämpar, och familjen grobladsväxter. Inga underarter finns listade i Catalogue of Life.